# Публий Септимий Апр
Публий Септимий Апр (лат. Publius Septimius Aper) — римский политический деятель середины II века.

## Биография
Происходил из рода Септимиев. Родился в Великом Лептисе. Сын Септимия, который первым из рода сумел войти в Сенат. Об образовании и деятельности Публия Апера известно мало. Когномен Апер непонятен, по одной версии является измененным от «Афер», то есть африканец.
Позже за обычный срок прошёл все ступени. В 153 году стал консулом-суффектом вместе с Марком Седацием Северианом. Дальнейшая судьба неизвестна.